# Zwicky Transient Facility
Zwicky Transient Facility (ZTF, «Швидкоплинна установка Цвіккі») — ширококутний астрономічний огляд неба із застосуванням нової камери, підключеної до телескопа Семюеля Ошіна в Паломарській обсерваторії. Розпочався 2018 року, огляд замінив собою Palomar Transient Factory (2009—2017). Названий на честь астронома Фріца Цвіккі.

## Опис
ZTF проводить спостереження у видимому та інфрачервоному діапазонах і призначений для виявлення об'єктів, які швидко змінюють яскравість, наприклад наднових зір, гамма-спалахів та зіткнення нейтронних зір, а також рухомих об'єктів, як-от комети та астероїди. Камера складається з 16 ПЗЗ-матриць 6144 × 6160 пікселів кожна, що дає змогу під час кожної експозиції охоплювати площу 47 квадратних градусів. ZTF призначений для отримання зображення всього північного неба кожні три ночі та сканування площини Чумацького Шляху двічі щоночі до граничної зоряної величини 20,5. Очікується, що обсяг даних, створених ZTF, буде в 10 разів більшим, ніж у його попередника, Intermediate Palomar Transient Factory. Великі дані ZTF дають йому змогу виступати прототипом для Обсерваторії Вери Рубін яка, як очікується, запрацює в повному обсязі у 2023 році та накопичуватиме в 10 разів більше даних, ніж ZTF.
Перші спостереження здійснено 1 листопада 2017 року. Про перші результати проєкту ZTF повідомили 7 лютого 2018 року, коли було виявлено невеликий навколоземний астероїд 2018 CL групи Атона.

## Відкриття
- 9 травня 2019 року ZTF виявив свою першу довгоперіодичну комету C/2019 J2 (Palomar)[11].
- В архіві ZTF від 13 грудня 2018 року було знайдено зображення міжзоряної комети Борисова, зроблене за вісім місяців до її відкриття[12][13].
- У зображеннях ZTF була виявлена катаклізмічна змінна ZTF J1813+4251[en], подвійна зоря з періодом менше 1 години[14].
- 4 січня 2020 року було відкрито астероїд Aylóꞌchaxnim (594913), орбіта якого повністю лежить усередині орбіти Венери. Велика піввісь його орбіти становить 82,5 млн км (0,551 а. о.), а ексцентриситет — 0,17755. Це перший такий об'єкт: усі відомі до того астероїди групи Атіри у своєму афелії перебувають від Сонця далі, ніж Венера у своєму перигелії.
- 13 квітня 2021 року, на зображеннях була вперше ідентифікована найенергетичніша неквазарна оптична швидкоплинна астрономічна подія AT 2021lwx, яка коли-небудь спостерігалася[15].
- 28 липня 2023 року, на сервері препринтів arXiv опубліковано повідомлення про відкриття за допомогою ZTF нового масивного коричневого карлика, який приблизно в 80 разів масивніший за Юпітер і обертається навколо зорі малої маси М-карлика та коричневого карлика, які отримали позначення ZTF J2020+5033[16].
- У серпні 2025 року, у новому дослідженні, опублікованому в журналі Monthly Notices of the Royal Astronomical Society, описується інноваційний метод виявлення потенційних позаземних зондів поблизу Землі, який грунтується на використанні земної тіні як природного фільтру для усунення перешкод від супутників і космічного сміття. Дослідники не обмежилися лише пропозицією концепції. Вони проаналізували зображення огляду телескопу ZTF, який систематично досліджує небо в пошуках об’єктів, що змінюються. Загалом вчені вивчили понад 200 000 зображень, приділяючи особливу увагу тим, які були отримані в тіні Землі і виявили загадковий некаталогізований об’єкт поблизу Землі, який рухався значно швидше, ніж типові астероїди, і не відповідав жодним даним із наявних космічних БД[17][18].